# 영어의 역사
영어의 역사는 다음과 같다.

## 역사
영어는 앵글로프리지아어와 저지 게르만어 (유럽의 역사에서 "저지"는 오늘날의 네덜란드를 비롯한 인근 지역을 말한다.)를 기원으로 하는 서게르만어군의 하나이다. 이 언어들은 로마 속주시기 이후 5세기까지 오늘날 독일, 덴마크, 네덜란드 등의 지역에 해당하는 유럽 북서부에서 다양한 경로를 통해 브리튼섬으로 유입되었다. 이렇게 브리튼섬에 정착한 게르만족의 하나가 앵글족으로 이들의 이름 앵글(영어: Angles)은 이들의 원래 거주하였던 곳의 지명 앙겔른(독일어: Angeln)에서 유래한 것으로 오늘날의 슐레스비히 인근 지역이다. 브리튼이라는 이름은 베다 베네라빌리스의 《잉글랜드 교회사》에 최초로 등장한다. 브리튼섬에 이주해 온 앵글족은 새 정착지를 자신들의 땅이라는 의미의 잉글랜드(영어: England, Engla + land)로 불렀다. 영어(영어: English)역시 앵글족의 말이란 뜻이다.
앵글로색슨족은 덴마크와 윌란반도로부터 449년에 브리튼섬을 침공하였다. 이전까지 이 지역에서 사용되던 언어는 켈트어파에 속한 브리소닉어와 고이델어였다. 브리튼섬에 있었던 두 번의 침입은 영어에도 많은 영향을 주었다. 하나는 8~9세기에 있었던 바이킹의 침입으로 이로 인해 영어는 북게르만어군의 영향을 받았다. 다른 하나는 1066년 있었던 노르만 정복으로 이로 인해 프랑스어와 노르만어가 유입되었다. 이런 역사적 사건들의 영향을 받으며 고대 영어가 형성되었다.
브리튼섬에 세워진 앵글로-색슨의 고대 왕국들에서는 저마다 고대 영어의 다양한 사투리가 쓰였다. 후기에는 색슨족이 들어와 저지 게르만어의 영향을 받았다. 영어의 발전에 지대한 영향을 미친 요소 가운데 하나는 로마 가톨릭교회의 전파였다. 530년의 베네딕도 규칙서에서부터 1536년의 수도원 해체까지 브리튼섬에는 많은 가톨릭 수도원이 세워졌다. 초대 주교였던 캔터베리의 아우구스티누스이후 가톨릭 성직자들은 수도원을 통해서 문자와 문학을 전파하는 학교의 기능을 수행하였다.
중세기간 동안 수도원은 브리튼 제도에서 지식의 보고였고 이들의 활동은 영어에 많은 영향을 주었다. 가톨릭 수사들은 중세 유럽의 링구아 프랑카였던 라틴어를 사용하였고 영어 역시 라틴어의 영향을 받았다.
15세기에서 16세기에 걸쳐 런던에서 쓰인 영어를 초기 근대 영어라 한다. 이 시기 영어는 철자법이 고정되고 어순이 확립되는 등의 변화를 겪었다. 산업혁명과 과학의 발달은 라틴어와 그리스어 어근을 바탕으로한 막대한 과학어휘가 새로 만들어지는 결과를 가져왔다. 그레이트 브리튼 왕국의 성립으로 영어는 브리튼섬 전역에서 일반적으로 사용하는 언어가 되었으며 대영제국 시기 제국주의 정책에 따라 세계 곳곳에 영국의 식민지가 확장되자 영어 역시 세계로 퍼져나갔다. 이 시기 영어가 전파된 주요 국가로는 오늘날의 미국, 캐나다, 오스트레일리아, 뉴질랜드 등이 있다. 또한 영어는 영국이나 미국의 영향권하에 있었던 파키스탄, 가나, 인도, 나이지리아, 남아프리카, 케냐, 우간다, 필리핀 등 많은 나라에서 공용어로 사용된다.여러 공용어 중 하나인 경우도 있다.
1945년 국제연합의 설립 이래 영어는 국제연합의 공식 언어들 가운데 하나로 사용되고 있다. 오늘날 영어는 게르만어파의 언어 중에서 가장 널리 사용되는 언어이며, 사실상 전 세계 언어 중에서 가장 폭넓게 쓰이는 언어라고 할 수 있다. 이는 대영제국의 대외 팽창으로 인해 전 세계로 영어가 확산되고, 제2차 세계 대전 이후 미국의 경제적 문화적 영향력이 증가한 데에 기인한다. 특히 근대에 들어 통신기술의 발달로 영어는 다른 문화권에 영향을 주고 있다.

## 같이 보기
- 미국 영어와 영국 영어의 비교
- 영어 음운론